# Pulchrinodus
Pulchrinodus là một chi rêu trong họ Pterobryaceae.